# Анабин
Анабин (немецкий: Anabin, признание и оценка иностранных дипломов об образовании) — база данных, содержащая информацию об оценке иностранных дипломов об образовании. База данных помогает учреждениям, работодателям и частным лицам  классифицировать виды иностранного образования в немецкой системе; см. Нострификация.

## История
База данных была разработана в сотрудничестве с Министерством науки и искусства земли Гессен, Центральным управлением иностранным образованием (ZAB), Центром эквивалентности Федерального министерства науки и культуры Австрии и Центром эквивалентности Министерства науки Люксембурга. 
Благодаря Секретариату Постоянной конференции министерства культуры земель - Центральному управлению иностранным образованием - с 2000 года данные стали доступными в Интернете.
База данных классифицирует системы образования примерно 180 стран и предоставляет информацию о высших учебных заведениях, видах степеней; также можно получить подробную справочную информацию.
Обладатели дипломов об образовании, полученных за рубежом, могут использовать базу данных для оценки своей квалификации в немецкой системе образования. Кроме того, они могут определить конкретную цель признания  в Германии (например, профессиональная практика или повышение квалификации). База данных также является источником информации для учреждений, занимающихся признанием дипломов, агентств по трудоустройству и работодателей.
Содержание включает информацию об иностранных университетских степенях, об ученых степенях, о требованиях к их получению и их классификацию по отношению к немецкой системе образования. База данных также используется людьми с дипломами иностранных университетов в коллективном договоре о государственной службе. На базу данных опираются при подаче заявления на получение голубой карты, чтобы проверить сопоставимость университетских степеней.

## Каталог учебных заведений
Большинство перечисленных учебных заведений является зарубежными высшими учебными заведениями. Предоставленная информация может быть использована для определения того, является ли высшее учебное заведение признанным или нет. Типы учреждений  распределены по группам и имеют статус, который показывает, можно ли считать учреждение университетом или нет. Статус заведения может быть H +, H- и H +/-.

   H + = рассматриваемое учебное заведение признано университетом в своей стране, а также считается университетом в Германии.
   H- = признание / аккредитация в родной стране отсутствует и / или в Германии оно также не считается университетом.
   H +/- = учреждения, относительно которых нельзя сделать четкое заявление.

## Остальное
"Поскольку список ANABIN не является полным, при необходимости он будет продолжен соответствующими отчетами. За это отвечает «Центральное управление иностранным образованием», сокращенно ZAB, которое является частью постоянно действующей конференции министров образования».